# Йордан Лечков
Йордан Лечков Янков е известен български футболист, полузащитник. В националния отбор по футбол на България до 1998 година. Играе футбол от 1984 до 2002 година във ФК Сливен, ЦСКА, Хамбургер Шпортферайн, Олимпик Марсилия и Бешикташ. Печели четвъртото място на Световното първенство по футбол през 1994 година в САЩ с националния отбор по футбол на България и участва на Европейското първенство по футбол 1996 в Англия.
От 2003 до 2011 г. е кмет на град Сливен, а от 2005 г. – член на ИК на БФС.
Йордан Лечков е женен и има двама синове.
Роден в Сливен

## Детство
Роден на 9 юли 1967 година в град Стралджа. Основното си образование завършва в ОУ „Панайот Хитов“ в Сливен, а средното – в СПТУ по машиностроене, специалност „Цифрово програмно управление“.
Още на 10 години започва да тренира организирано футбол. Първите си стъпки прави във ФК Сливен под ръководството на треньора Боян Кирчев.

## Футболна кариера
Дебютът му в професионалния футбол е на 18 години. Тогава влиза в първия състав на ФК Сливен, с който през 1990 г. става носител на Купата на България. Година по-късно, през 1991 г., преминава в редиците на ЦСКА и става шампион на България през 1992 година, бронзов медалист и финалист за купата на страната през 2002 г. В евротурнирите има 12 мача и 1 гол (2 мача за Сливен в КНК и 10 мача с 1 гол за ЦСКА в турнира за купата на УЕФА). Притежава отлична техника, дрибъл, пас и точен поразяващ удар. През есента на 1992 г. облича фланелката на германския отбор от град Хамбург Хамбургер Шпортферайн и става първият българин, който се е наложил в Бундеслигата. През 1993 г. е определен за най-добър халф в Бундеслигата. В Хамбургер Шпортферайн Лечков остава 4 години.
През този период е и най-големият му успех, който постига заедно с националния отбор по футбол на България (дебютирал е на 11 октомври 1989 г. срещу Гърция във Варна). През 1994 година на Световното първенство по футбол в Съединените щати става бронзов медалист и едно от „златните момчета“ на България (играе в 7 мача и вкарва 2 гола срещу Гърция и на четвъртфинала срещу Германия). След това участва и на Европейското първенство през 1996 г. в Англия (играе 3 мача). Общо е изиграл 45 мача и е вкарал 5 гола. Последният му мач е на 10 март 1998 срещу Аржентина (0:2) в Буенос Айрес. Заради високите успехи заедно с целия Национален отбор е награден с орден Стара планина от президента на България Желю Желев. Почетен гражданин е на Сливен.
След приключването на престоя му в Хамбургер Шпортферайн през 1996 г. Лечков преминава във френския футболен отбор Олимпик Марсилия, където престоява 1 година. Оттам облича фланелката на Бешикташ, Турция, където остава до пролетта на 1998 г. С това слага край на футболната си кариера и се отдава на развитието на бизнеса си в Сливен. На 22 юни 1998 г. открива хотелски комплекс „Империа“ в града на Сините камъни.
През 2000 г. се ангажира с футболните дела на Общински футболен клуб Сливен, на който е президент и въобще с развитието на спорта в града.
През 2001 г. се връща в ЦСКА. Там играе до лятото на 2002 г., след което става играещ треньор на ФК Сливен.

## Обществена дейност
Председател е на инициативно сдружение „Хаджи Димитър“ – Сливен, което е насочено към подпомагане на обществено-културния живот на Сливен.

## Политика
От 2003 г. до 2011 г. е кмет на град Сливен, а през 2005 г. е избран за вицепрезидент на Българския футболен съюз.
През април 2010 година срещу него е образувано досъдебно производство. Разследван е за злоупотреба със служебно положение като кмет на Сливен. На 21 ноември 2013 г. е оправдан окончателно по обвиненията за ощетяване на община Сливен при ремонтите на детска градина и Дома за стари хора в града.
Йордан Лечков е общински съветник в Сливен от 2011 г. до 2019 г. В мандат 2011 – 15 – от листата на ГЕРБ, в мандат 2015 – 19 – от листата на Движение Обединени региони, в мандат 2019 – 23 – от листата на Нова алтернатива. През декември 2019 той подава оставка пред ОИК – Сливен. Комисията взема решение за напускането на Лечков, като мястото му се заема от адв. Мария Григорова.

## Статистика по сезони
| Сезон     | Отбор     | Първенство       | Мачове | Голове |  |
| 1985/86   | Сливен    | „А“ РФГ          | 12     | -      |  |
| 1986/87   | Сливен    | „А“ РФГ          | 24     | 3      |  |
| 1987/88   | Сливен    | „А“ РФГ          | 30     | 12     |  |
| 1988/89   | Сливен    | „А“ РФГ          | 29     | 6      |  |
| 1989/90   | Сливен    | „А“ РФГ          | 30     | 16     |  |
| 1990/91   | Сливен    | „А“ РФГ          | 30     | 18     |  |
| 1991/92   | ЦСКА      | „А“ РФГ          | 29     | 17     |  |
| 1992/93   | Хамбургер | Бундеслига       | 29     | 4      |  |
| 1993/94   | Хамбургер | Бундеслига       | 33     | 3      |  |
| 1994/95   | Хамбургер | Бундеслига       | 30     | 4      |  |
| 1995/96   | Хамбургер | Бундеслига       | 9      | 1      |  |
| 1996/97   | Олимпик   | Лига 1           | 28     | 3      |  |
| 1997/98   | Бешикташ  | Турска Суперлига | 17     | 4      |  |
| 2001/02   | ЦСКА      | „А“ РФГ          | 20     | 5      |  |
| 2002/03   | Сливен    | „В“ РФГ          | 17     | 4      |  |
| 2003-есен | Сливен    | „В“ РФГ          | 4      | 0      |  |